# حصن بشير
حصن بشير: هو حصن يقع بين بغداد والحلة، على يسار القادم من بغداد إلى الحلة، ويسمى قرية القنطرة: وهي قرية تقع في الحلة، ومنزل على طريق الحج العراقي، بمقربة من مرسى الحلة،  بعد قرية فراشا لمن أرادوا الكوفة من بغداد. وهي كثيرة الخصب كبيرة الساحة، متدفقة جداول الماء، وارفة الظلال بشجرات الفواكه، من أجمل القرى وأحسنها. وفيها قنطرة على فرع من فروع الفرات، كبيرة محدودبة، يصعد إليها، وينحدر عنها، فتعرف القرية بها، وكذلك تعرف بحصن بشير.  واليوم هناك قرية تقع في شمال الحلة تسمى قرية الحصن، ربما هي قرية حصن بشير التي مر بها ابن جبير اثناء خروجه من مكة بعد أداءه مناسك الحج مواصلاً رحلته يريد بغداد وسماها أيضاً قرية القنطرة.